# ソニー・シャーロック
ソニー・シャーロック（Sonny Sharrock、1940年8月27日 - 1994年5月25日）は、アメリカのジャズ・ギタリスト。歌手のリンダ・シャーロックと結婚し、彼女と一緒にレコーディングと演奏を行った。
1960年代のフリー・ジャズの最初の波に登場した数少ないギタリストの1人であるシャーロックは、激しいコード攻撃、高度に増幅されたフィードバックの破裂、ギターによって大音量で演奏されるサックスのようなラインの使用で知られていた。

## 略歴

### 生い立ちとキャリア
シャーロックはアメリカ合衆国ニューヨーク州オシニングで生まれた。10代の頃にドゥーワップを歌いながら音楽活動を始めた。1960年代後半にファラオ・サンダースやアレクサンダー・ソラと共演し、サンダースの1966年のアルバムである『神話 (ターウィッド)』に初めて参加した。また、フルート奏者のハービー・マンと幾度となく共演し、マイルス・デイヴィスのアルバム『ジャック・ジョンソン』にノンクレジットで参加した。
19歳のときにラジオでデイヴィスの『カインド・オブ・ブルー』のジョン・コルトレーンを聴いた若い頃からテナーサックスを演奏したかったのだが、彼の喘息がこれを許さなかった。しかし、シャーロックは自分自身を「まさにめちゃくちゃにした斧（ギター）を持ったホーン・プレーヤーなんだ」と繰り返し語った。
1960年代後半から1970年代半ばにかけて、シャーロックの名前で3枚のアルバムがリリースされた。『ブラック・ウーマン』（あるレビュアーは、技術力ではなく感情の美しさを引き出していると解説している）、『モンキー・ポッキー・ブー』、およびシャーロックとその妻の両方が共同クレジットされたアルバム『Paradise』（シャーロックが恥ずかしくて、良くない出来なので再発されるべきではないと何度も述べたアルバム）である。

### キャリアの再開
アルバム『Paradise』のリリース後、シャーロックは1970年代のほとんどの間、半ば引退し、1978年には妻で時として協力者でもあったリンダと離婚した。ベーシストのビル・ラズウェルが引退から彼を説得するまでの間、彼は断続的に精神障害のある子供たちの運転手や世話人として働いていた。ラズウェルの勧めにより、シャーロックはマテリアル（ラズウェルの数あるプロジェクトの1つ）の1981年のアルバム『メモリー・サーヴス』に参加。さらに、シャーロックは、ペーター・ブロッツマン、ラズウェル、ロナルド・シャノン・ジャクソンとともに、パンク/ジャズバンドのラスト・イグジットのメンバーを務めることとなった。1980年代後半には、ニューヨークを拠点とする即興バンドのマシン・ガンで幅広くレコーディングと演奏を行い、また自身のバンドを率いていた。シャーロックはラズウェルの助けを借りて才能を開花させた格好となり、1991年のインタビューで次のように述べている。「この5年間は、私にとってかなり奇妙なものでした。12年間、まったくレコードを作らずにいたので。その後、ここ5年の間に自分の名前で7枚のレコードを作成しました。それは、かなり奇妙なことですよ」。
ラズウェルはしばしば自身のアルバムでこのギタリストと共演し、完全にソロの『ギター』、メタルの影響を受けた『シーズ・ザ・レインボウ』、より普遍的で入り込みやすいアルバムの1つである『ハイライフ』を含む、シャーロックのレコーディングしたアルバムの多くをプロデュースしてきた。シャーロックは、ドラムにエイブ・スペラー、ドラムにランス・カーター、ベースにチャールズ・ボールドウィン、キーボードにデヴィッド・スナイダーという、この面子がお気に入りのバンドだと語ったと伝えられている。続いて、ジョン・コルトレーンのバンドメイトであったファラオ・サンダースとエルヴィン・ジョーンズをフィーチャーした、評判の高いアルバム『アスク・ジ・エイジス』が発表された。収録曲「Who Does She Hope To Be?」は、シャーロックの演奏を刺激したコルトレーン/デイヴィスの『カインド・オブ・ブルー』セッションを思い起こさせる叙情的な作品である。ある作家は『アスク・ジ・エイジス』を「受け継がれている、シャーロックの最高の時間であり、ジャズ・ギターが嫌いな人に聴いてもらうのに理想的なアルバム」と解説した。シャーロックは、ドラマーのランス・カーターと共に手掛けたカートゥーン・ネットワークの番組『Space Ghost Coast to Coast』のサウンドトラックでも知られている。これは、彼が死の前にスタジオで完了した最後のプロジェクトの1つである。シーズン3のエピソード「Sharrock」は最後に彼へと捧げられたものであり、彼が番組のために録音した前代未聞の音楽がエピソードの大部分で取り上げられた。この「Sharrock」は、1996年3月1日にカートゥーン・ネットワークで第23話として初公開された。

### その死
1994年5月26日、シャーロックは自身のキャリア初となるメジャーレーベル契約に署名する寸前に、故郷のニューヨーク州オシニングで心臓発作によって亡くなった。53歳であった。

## トリビュート
フランスのギタリスト、ノエル・アクショテの2004年のアルバム『ソニーII』は、シャーロックによって書かれたり、演奏されたり、インスピレーションを得たりした楽曲をフィーチャーしている。2010年8月、オシニングにあるS・マルコム・ストリートが、正式に「ソニー・シャーロック・ウェイ」へと改名された。2010年10月2日土曜日にその看板が建てられている。シャーロックは、オシニング高校の殿堂入りも果たした。

## ディスコグラフィ

### リーダー・アルバム
- 『ブラック・ウーマン』 - Black Woman (1969年、Vortex)
- 『モンキー・ポッキー・ブー』 - Monkey-Pockie-Boo (1970年、BYG Actuel)
- Paradise (1975年、Atco) ※with リンダ・シャーロック
- Dance with Me, Montana (1982年、Marge)
- 『ギター』 - Guitar (1986年、Enemy)
- 『シーズ・ザ・レインボウ』 - Seize the Rainbow (1987年、Enemy)
- 『ライヴ・イン・ニューヨーク』 - Live in New York (1989年、Enemy)
- 『ハイライフ』 - Highlife (1990年、Enemy)
- 『フェイス・ムーヴス』 - Faith Moves (1991年、CMP) ※with ニッキー・スコペリティス
- 『アスク・ジ・エイジス』 - Ask the Ages (1991年、Axiom)
- Space Ghost Coast to Coast (1996年、Cartoon Network)
- Into Another Light (1996年、Enemy) ※コンピレーション

### ラスト・イグジット
- 『ラスト・イグジット』 - Last Exit (1986年、Enemy)
- 『ザ・ノイズ・オブ・トラブル ライブ・イン・トーキョー』 - The Noise of Trouble: Live in Tokyo (1986年、Enemy)
- 『ライン・オヴ・ファイヤー (カセット・レコーディング '87)』 - Cassette Recordings '87 (1988年、Enemy)
- Iron Path (1988年、Venture)
- Köln (1990年、ITM) ※1986年録音
- Headfirst into the Flames: Live in Europe (1993年、MuWorks) ※1989年録音

### 参加アルバム
ハービー・マン
- 『ウィンドウズ・オープンド』 - Windows Opened (1968年、Atlantic)
- 『インスピレーション・アイ・フィール』 - The Inspiration I Feel (1968年、Atlantic)
- 『メンフィス・アンダーグラウンド』 - Memphis Underground (1969年、Atlantic)
- 『ウィスキー・ア・ゴー・ゴーのハービー・マン』 - Live at the Whisky a Go Go (1969年、Atlantic)
- 『コンチェルト・グロッソ』 - Concerto Grosso in D Blues (1969年、Atlantic)
- 『ストーン・フルート』 - Stone Flute (1969年、Embryo)
- 『メンフィス・トゥー・ステップ』 - Memphis Two-Step (1971年、Embryo)
- 『ホールド・オン、アイム・カミン』 - Hold On, I'm Comin' (1972年、Atlantic)

その他
- フェローン・アクラフ : Sonogram (1989年、Mu Works)
- ロイ・エアーズ : 『ダディ・バグ』 - Daddy Bug (1969年、Atlantic)
- ジンジャー・ベイカー : No Material (1989年、ITM)
- ブルート・フォース : Brute Force (1970年、Embryo)
- ドン・チェリー : 『永遠のリズム』 - Eternal Rhythm (1968年、MPS)
- マイルス・デイヴィス : 『ジャック・ジョンソン』 - A Tribute to Jack Johnson (1970年、Columbia)
- マイルス・デイヴィス : 『ザ・コンプリート・ジャック・ジョンソン・セッションズ』 - The Complete Jack Johnson Sessions (2003年、Columbia) ※1970年録音
- グリーン・ライン : 『グリーン・ライン』 - Green Line (1970年、Nivico) ※with スティーヴ・マーカス、ミロスラフ・ヴィトウス、ダニエル・ユメール
- バイアード・ランカスター : 『イッツ・ノット・アップ・トゥ・アス』 - It's Not Up to Us (1968年、Vortex) ※1966年録音
- マシン・ガン : 『マシン・ガン』 - Machine Gun (1988年、Mu)
- マシン・ガン : 『オープン・ファイヤー』 - Open Fire (1989年、Mu)
- マテリアル : 『メモリー・サーヴス』 - Memory Serves (1981年、Celluloid)
- ファラオ・サンダース : 『神話 (ターウィッド)』 - Tauhid (1966年、Impulse!)
- ファラオ・サンダース : 『イジフォ・ザム』 - Izipho Zam (My Gifts) (1973年、Strata-East) ※1969年録音
- ウェイン・ショーター : 『スーパー・ノヴァ』 - Super Nova (1969年、Blue Note)
- ザ・スターリン : 『Fish Inn (リミックス盤)』 - Fish Inn (1986 Mix) (1986年、Tokuma Onkou)
- マーゼット・ワッツ : 『マーゼット・ワッツ』 - Marzette and Company (1966年、ESP-Disk)